# Leptotarsus sulphurellus
Leptotarsus sulphurellus är en tvåvingeart som först beskrevs av Alexander 1938.  Leptotarsus sulphurellus ingår i släktet Leptotarsus och familjen storharkrankar.
Artens utbredningsområde är Ecuador. Inga underarter finns listade i Catalogue of Life.